# گونتر بیتنگل
گونتر بیتنگل (چکی: Günter Bittengel؛ زادهٔ ۱۴ ژوئیهٔ ۱۹۶۶) بازیکن سابق و مربی فوتبال اهل جمهوری چک است.
از باشگاه‌هایی که در آن بازی کرده‌است می‌توان به باشگاه فوتبال بلشانی، دوکلا پراگ، و باشگاه فوتبال اوردینگن ۰۵ اشاره کرد.
وی همچنین در تیم‌های ملی فوتبال زیر ۲۱ سال چکسلواکی، چکسلواکی، و جمهوری چک بازی کرده‌است.